# Балановский, Олег Павлович
Оле́г Па́влович Балано́вский (3 июля 1977, Москва, РСФСР, СССР — 5 июля 2021, Макарьевский район, Костромская область, Россия) — российский учёный-генетик, доктор биологических наук, руководитель лаборатории геномной географии Института общей генетики РАН. Профессор РАН (2016). Автор двух монографий: «Русский генофонд на Русской равнине» (2007) и «Генофонд Европы» (2015) — и свыше 80 научных статей.

## Биография
Сын генетика Е. В. Балановской. В 2000 году окончил с отличием биологический факультет МГУ имени М. В. Ломоносова. Дипломная работа, защищённая на кафедре генетики, удостоена медали РАН за лучшую студенческую работу.
После аспирантуры Института молекулярной генетики РАН защитил в 2002 году диссертацию «Геногеографическое изучение полиморфных маркеров ДНК в популяциях восточноевропейских народов». С 2002 по 2011 год работал в Медико-генетическом научном центре РАМН в должностях от научного сотрудника до ведущего научного сотрудника.
С 2011 года руководитель группы, с 2013 заведующий лабораторией геномной географии Института общей генетики Российской академии наук. По совместительству работал в Медико-генетическом научном центре (МГНЦ), преподавал в МФТИ и МГУ.
Тема докторской диссертации, защищённой в 2012 году, — «Изменчивость генофонда в пространстве и времени — синтез данных о геногеографии митохондриальной ДНК и Y-хромосомы».
Утонул в реке Нея 5 июля 2021 года в Макарьевском районе Костромской области во время купания, спасая своих тонущих детей (дети выжили).

## Научная деятельность
Научная деятельность Балановского посвящена исследованию русского генофонда, генофонда народов Северного Кавказа, Восточной Европы и Центральной Азии, а также выявлению глобальных закономерностей мирового генофонда, созданию картографических атласов.
Индекс Хирша — 24.

## Общественная деятельность
Активно содействовал борьбе с лженаукой. Участник научно-просветительского форума «Учёные против мифов». В 2018 году являлся одним из экспертов по теме коммерческой генетики для журнала Forbes.